# The Alchemist (producteur)
The Alchemist, de son vrai nom Alan Daniel Maman, né le 25 octobre 1977 à Beverly Hills, en Californie, est un compositeur, disc jockey et producteur américain. Il collabore longtemps avec les groupes Mobb Deep et Dilated Peoples, ainsi qu'avec de nombreux autres artistes. Depuis 2005, il officie également en tant que DJ pour le rappeur Eminem.

## Biographie

### Jeunesse et débuts
Alan Daniel Maman est né le 25 octobre 1977 à Beverly Hills, en Californie. Adolescent, Alan s'identifie aux paroles rebelles et au son urban du hip-hop, et commence à écrire ses propres paroles sous le nom de Mudfoot. Il se joint à d'autres artistes comme Shifty Shellshock de Crazy Town, Evidence et Scott Caan, fils de James Caan. En 1991, Alan, à cette période âgé de 14 ans, et Scott Caan décident de former un duo appelé The Whooliganz. Jouant lors d'une soirée à L.A., ils attirent l'intérêt de B-Real du groupe Cypress Hill. B-Real invite les jeunes à rejoindre son crew, The Soul Assassins, qui inclut aussi les groupes House of Pain et Funkdoobiest. En 1993, les Whooliganz publient leur premier single, Put Your Handz Up. La chanson est diffusée à la radio, et leur label, Tommy Boy Records, décide d'annuler la sortie de leur album.
Durant cette période, Alchemist commence cependant à se faire un carnet d'adresse dans le monde du hip-hop. Sa rencontre avec DJ Muggs et DJ Lethal (House of Pain) lui permettra de faire ses premières armes derrière la SP-12. Producteur de l’ombre, il rencontre le groupe Infamous Mobb pendant l’enregistrement du projet Soul Assassins, à New York. Celui qui se faisait appeler Mudfoot à Los Angeles deviendra alors The Alchemist lors de ses études à NYU, et signera plusieurs collaborations marquantes à l’est (notamment The High & Mighty et Big Daddy Kane) comme à l’ouest (notamment Dilated Peoples et Defari).

### DeReturn of the MacàRare Chandeliers(2007–2012)
En 2007, The Alchemist et Prodigy publient un album intitulé Return of the Mac, le 27 mars. Il débute 32e du Billboard 200, et se vend à 27 000 la première semaine. En décembre 2007, l'album compte 130 000 exemplaires vendus. En 2009, The Alchemist produit une mixtape entière avec Fashawn, intitulée The Antidote.
En 2010, il participe au titre Pass the Dutch du groupe Cypress Hill, sur leur dernier album Rise Up. En octobre 2012, The Alchemist et 9Five Eyewear collaborent pour un mix exclusif faisant participer Action Bronson, Roc Marciano, Oh No, Big Twins, Chuck Inglish et Blu. Il est publié en seulement 400 exemplaires. Le 31 octobre 2012, The Alchemist publie ce projet en téléchargement gratuit. Toujours en 2012, il collabore avec Action Bronson, pour la mixtape Rare Chandeliers, qui fait notamment participer Roc Marciano, Styles P, et Sean Price.

### 360 Waveset collaborations (2013–2014)
The Alchemist collabore avec le groupe Durag Dynasty (composé de Planet Asia, TriState et Killer Ben) sur leur premier album 360 Waves. Il produit l'album dans son intégralité. L'album est publié le 26 mars 2013. Le deuxième album de Prodigy avec Alchemist, Albert Einstein, est publié le 11 juin 2013 ; il fait participer Roc Marciano, Domo Genesis, Havoc, Raekwon et Action Bronson. Il débute 175e du Billboard 200 avec 3 000 exemplaires vendus aux États-Unis. Le 25 février 2014, un EP suit sous le titre de P=MC² – Deluxe Edition, qui contient quatre chansons inédites, produites par Alchemist. The Alchemist produit aussi l'EP Masterpiece Theater de Willie the Kid, publié le 23 juillet 2013 en téléchargement numérique. 
Le rappeur de Détroit Boldy James signe un contrat avec Decon pour un album entièrement produit par Alchemist, qui sera publié sous le titre de My 1st Chemistry Set, le 15 octobre 2013. En août 2013, The Alchemist produit la mixtape No Idols du membre d'Odd Future Domo Genesis. La mixtape est bien accueillie par la presse spécialisée, et fait participer Prodigy, Earl Sweatshirt, Tyler The Creator, Action Bronson, Vince Staples, Freddie Gibbs, et SpaceGhostPurrp. Elle est plus tard publiée en édition vinyle limitée. Le 24 octobre 2013, Alchemist publie un collage audio pour une marque de vêtement inspirée par Coca-Cola et Dr. Romanelli.
The Alchemist collabore avec Oh No (du groupe Gangrene), Tangerine Dream et Woody Jackson pour produire la bande originale du jeu vidéo Grand Theft Auto V publié par Rockstar Games,.

### Nouveaux projets (depuis 2016)
Le 13 janvier 2016, The Alchemist et Curren$y annoncent leur seconde collaboration sous le titre The Carrollton Heist. L'album est enregistré en une journée le lundi 4 janvier 2016. Par la suite, Curren$y annonce la date de sortie sur Instagram. Le 17 mars 2016, Alchemist et le rappeur Kempi annonce un EP intitulé Rap and Glorie le 2 avril 2016.

## Discographie

### Albums studio
- 2004 : 1st Infantry
- 2009 : Chemical Warfare
- 2012 : Russian Roulette

### EPs
- 2008 : The Alchemist's Cookbook
- 2012 : Yacht Rock (9Five Eyewear Deluxe)

### Mixtapes
- 2003 : The Cutting Room Floor
- 2003 : Insomnia
- 2006 : No Days Off
- 2006 : The Chemistry Files
- 2008 : The Cutting Room Floor 2
- 2017 : Paris L.A. Bruxelles (Red Bull Music Academy Festival Paris)

### Albums instrumentaux
- 2000 : Gangster Theme Music
- 2001 : Action/Drama
- 2002 : The Ultimate Music Machine
- 2004 : Lab Tested, Street Approved
- 2005 : 1st Infantry: The Instrumentals
- 2007 : Rapper's Best Friend
- 2012 : Rapper's Best Friend 2
- 2012 : Covert Coup (Instrumentals)
- 2014 : Rapper's Best Friend 3
- 2015 : Israeli Salad
- 2015 : Retarded Alligators Beats

### Albums collaboratifs
- 2007 : Return of the Mac (avec Prodigy)
- 2009 : The Antidote (avec Fashawn)
- 2010 : Gutter Water (avec Oh No, sous le nom de Gangrene)
- 2011 : Covert Coup (avec Curren$y)
- 2011 : Greneberg (avec Oh No, sous le nom de Gangrene)
- 2012 : Vodka & Ayahuasca (avec Oh No, sous le nom de Gangrene)
- 2012 : No Idols (avec Domo Genesis)
- 2012 : Re-Conversionalize (avec Curren$y)
- 2012 : Rare Chandeliers (avec Action Bronson)
- 2013 : 360 Waves (avec Durag Dynasty)
- 2013 : Albert Einstein (avec Prodigy)
- 2013 : My 1st Chemistry Set (avec Boldy James)
- 2014 : Lord Steppington (avec Evidence, sous le nom de Step Brothers)
- 2014 : The Good Book (avec Budgie)
- 2014 : FASH-ionably Late (avec Fashawn)
- 2015 : Welcome to Los Santos (avec Oh No)
- 2015 : You Disgust Me (avec Oh No, sous le nom de Gangrene)
- 2016 : The Carrollton Heist (avec Curren$y)
- 2016 : Rap & Glorie (avec Kempie)
- 2016 : The Silent Partner (avec Havoc)
- 2017 : The Good Book, Volume 2 (avec Budgie)
- 2017 : Moving Parts (avec Lunice)
- 2018 : Fetti (avec Curren$y et Freddie Gibbs)
- 2019 : Layups (avec The Cool Kids)
- 2019 : Burnt Tree (avec Evidence)
- 2019 : Lamb Over Rice (avec Action Bronson)
- 2020 : The Price Of Tea In China (avec Boldy James)
- 2020 : LULU (avec Conway The Machine)
- 2020 : Alfredo (avec Freddie Gibbs)
- 2021 : Haram (avec Armand Hammer)
- 2021 : Bo Jackson (avec Boldy James)
- 2021 : Super Tecmo Bo (avec Boldy James)
- 2022 : Continuance (avec Curren$y)
- 2022 : The Elephant Man's Bone (avec Roc Marciano)
- 2022 : One More (avec Mike, Wiki)
- 2023 : The Great Escape (avec Larry June)